# Slatino (Debrca)
Pour les articles homonymes, voir Slatino.
Slatino (en macédonien : Слатино) est un village du sud-ouest de la Macédoine du Nord, situé dans la commune de Debrca. Le village comptait 65 habitants en 2021.